# Andrzej Kramarz
Andrzej Kramarz (ur. 27 lipca 1964 w Dębicy) – polski fotograf, dokumentalista.

## Życiorys
Absolwent Instytutu Fotografii Kreatywnej w Opawie oraz Akademii Sztuk Pięknych w Krakowie. Współzałożyciel grupy artystycznej „DRUT” (Dębicka Rzesza Uprawiaczy Tfurczości) oraz zespołu muzyki improwizowanej „Na Przykład”. W połowie lat 80. podejmuje pierwsze próby fotografowania, bardziej poważnie zajmuje się fotografią od wczesnych lat 90. W latach 1993–1996 pracuje w Gazecie Krakowskiej, później jako freelancer, publikuje w najbardziej znanych polskich tygodnikach. Obecnie mieszka w Krakowie. 

## Działalność artystyczna
Zajmuje się fotografią dokumentalną. Jego najważniejsze cykle fotograficzne to: „Morze Czarne”, „Klinika”, „Nieskończoność poznania”, „Dom” (wspólnie z Weroniką Łodzińską) oraz „Rzeczy”. Jest współtwórcą i prezesem Fundacji Imago Mundi, wicedyrektorem artystycznym festiwalu „Miesiąc Fotografii w Krakowie” oraz członkiem Kolektywu Visavis.pl.

## Wystawy

### Indywidualne
- 2008 – Rzeczy – Galeria ZPAF i S-KA. Kraków
- 2005 – Dom – Miesiąc Fotografii w Bratysławie. Słowacja

1,62 m2 domu – Transphotographiques Festival. Lille, Francja
Morze Czarne – Dom Umeni. Opava, Czechy; Atiso Galery. Brno, Czechy
- 2004 – 1,62 m2 domu – Galeria Camelot. Miesiąc Fotografii 2004, Kraków

coś, tam – pokaz multimedialny – Teatr Korez. Katowice; Cafe Antrakt, Warszawa; Centrum Kultury Żydowskiej, Kraków; III Międzynarodowy Festiwal Fotografii, Łódź
Morze Czarne – Dom Pracy Twórczej w Wigrach; Galeria im. A. Rząsy, Zakopane; Galeria Camelot. Kraków; Galeria Marchołt, Katowice
- 2003 – Neighbours – pokaz multimedialny zamówiony przez European Cultural Foundationna konferencję „Moving Borders”, Willa Decjusza, Kraków

coś, tam – pokaz multimedialny – Goethe Institut, Kraków; Galeria im. Antoniego Rząsy, Zakopane.
- 2002 – Klinika – Centrum Sztuki i Techniki Japońskiej „Manggha”, Kraków; „Stara Galeria” ZPAF, Warszawa

Nieskończoność poznania – Galeria im. Wł. Hasiora. Zakopane; Galeria „Stotrzynaście”, Białystok
- 1998 – Audio Art – Galeria Krzysztofory. Kraków
- 1995 – Droga nie wybrana – Centrum Kultury Żydowskiej. Kraków.

Udział w wystawie Łódzkiej PWSTiT, Wilno, Litwa

### Zbiorowe
- Fifteen – Praski Dom Fotografii, Czechy; Wilno. Litwa
- Udział w projekcie „Ex Oriente Lux” organizowanym przez grupę Ex Oriente Lux – Galeria Arsenał. Białystok, 2004; Festiwal Filmów Dokumentalnych. Lublin, 2004; Foto Festiwal. Łódź 2004, INTRFOTO.
- Moskwa 2004, Month of Photo. Hotel de Ville. Paryż, 2004
- Powiększenie. Fotografia w czasach zgiełku – Pałac Kultury i Nauki, Warszawa
- Czarne na białym na 3 Biennale Fotografii – Galeria pf. Poznań
- Fotografia 1997 – Pałac Sztuki. Kraków

## Nagrody
- 2005 – EPSON Photo Art Award (wyróżnienie w kategorii „Best Works”)
- 2005 – III miejsce w konkursie FotoArtFestiwal
- 2004 – III miejsce w konkursie Newsweek/Polska (wspólny projekt z Weroniką Łodzińską)
- 2003 – I miejsce w konkursie tygodnika Newsweek/Polska w kategorii: życie codzienne za fotoreportaż pod tytułem „Morze Czarne – Ukraina”
- 2003 – Grant z European Cultural Foundation / Amsterdam, na realizację projektu „Morze Czarne”
- 2003 – II miejsce na Biennale Fotografii „Kochać Człowieka”
- 2001 – II miejsce w Konkursie Polskiej Fotografii Prasowej (w kategorii „Życie codzienne”)
- 2001 – Grand Prix w konkursie PORTRET MIASTA KRAKOWA
- 2000 – Nagroda Wicewojewody w konkursie PORTRET MIASTA KRAKOWA
- 1999 – Grand Prix w konkursie PORTRET MIASTA KRAKOWA
- 1999 – III miejsce w Konkursie Polskiej Fotografii Prasowej (w kategorii „Życie codzienne”)